# Svůdníci žen
Svůdníci žen (v anglickém originále Let the Game Begin) je americká filmová komedie z roku 2010. Režisérem filmu je Amit Gupta. Hlavní role ve filmu ztvárnili Adam Rodriguez, Stephen Baldwin, Lisa Ray, Michael Madsen a Diora Baird.

## Obsazení
| Adam Rodriguez      | Rowan         |
| Stephen Baldwin     | David Carroll |
| Lisa Ray            | Eva           |
| Michael Madsen      | Turner        |
| Diora Baird         | Kate          |
| Thomas Ian Nicholas | Tripp         |
| Jesse Jane          | Temptation    |
| Jennifer Rhodes     | Hope          |
| Lochlyn Munro       | Gary Johnson  |
| Natasha Henstridge  | Angela        |
| James Avery         | Hanley        |